# Nuestra Señora de las Mercedes (Santa Genoveva)
Nuestra Señora de las Mercedes es una advocación de la Virgen María que se venera en la iglesia de Santa Genoveva de la ciudad de Sevilla (España).
Es la imagen titular de la Hermandad de Santa Genoveva, con la que realiza su estación de penitencia el día de Lunes Santo, dentro de los actos de celebración de la Semana Santa en Sevilla. Se trata de una escultura realizada por José Paz Vélez en el año 1956, adquiere la advocación de Nuestra Señora de las Mercedes y fue coronada canónicamente en el año 1997. Finalmente, recibió la medalla de oro de la ciudad en 1999, de manos del entonces alcalde, Alfredo Sánchez Monteseirín.
Es una escultura del tipo andaluz contemporáneo, de candelero, realizada en madera de pino de Flandes, con una altura de 170 centímetros. Luce manto de terciopelo granate bordado en oro, obra de Juan María Ibáñez en 1996, siguiendo el modelo del manto anterior, obra de Juan Manuel Rodríguez Ojeda, y tiene corona de oro de ley de 18 quilates, obra de Jesús Domínguez.
Con motivo del 50.º aniversario de la fundación de la hermandad, la imagen realizó una salida extraordinaria en la que fue vestida con el famoso manto «El Camaronero», propiedad de María Santísima de la Esperanza Macarena, que desde la fundación de la corporación tiene el título de protectora.

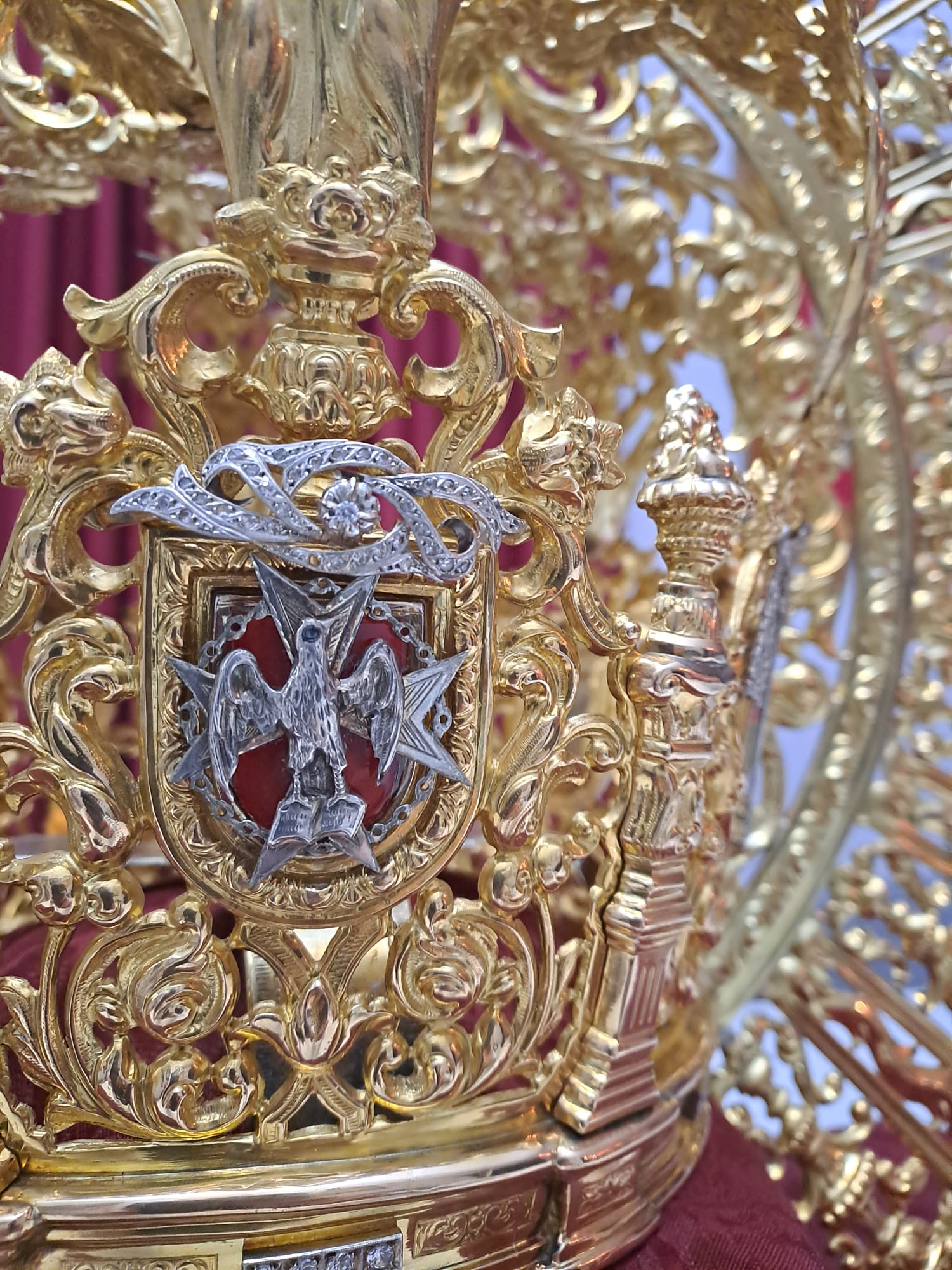
Detalle de la corona de oro de la Virgen de las Mercedes